# Żubryn (gromada)
Żubryn – dawna gromada, czyli najmniejsza jednostka podziału terytorialnego Polskiej Rzeczypospolitej Ludowej w latach 1954–1972.
Gromady, z gromadzkimi radami narodowymi (GRN) jako organami władzy najniższego stopnia na wsi, funkcjonowały od reformy reorganizującej administrację wiejską przeprowadzonej jesienią 1954 do momentu ich zniesienia z dniem 1 stycznia 1973, tym samym wypierając organizację gminną w latach 1954–1972.
Gromadę Żubryn z siedzibą GRN w Żubrynie utworzono – jako jedną z 8759 gromad – w powiecie suwalskim w woj. białostockim, na mocy uchwały nr 23/V WRN w Białymstoku z dnia 4 października 1954. W skład jednostki weszły obszary dotychczasowych gromad Żubryn, Jasionowo, Bilwinowo, Węgielnia, Klonorejść, Głęboki Rów, Leszczewo, Białorogi i Rychtyn ze zniesionej gminy Jeleniewo w tymże powiecie. Dla gromady ustalono 10 członków gromadzkiej rady narodowej.
1 stycznia 1958 z gromady Żubryn wyłączono wieś Klonorejść włączając ją do gromady Kaletnik w tymże powiecie.
31 grudnia 1959 do gromady Żubryn przyłączono wieś Szwajcaria i osadę Studzieniczne oraz obszar lasów państwowych N-ctwa Wigry obejmujący oddziały 33—57 ze zniesionej gromady Prudziszki.
1 stycznia 1969 z gromady Żubryn wyłączono wieś Leszczewo włączając je do gromady Jeleniewo. Równocześnie do gromady Żubryn przyłączono wieś Osinki ze zniesionej gromady Nowa Wieś.
Gromadę Żubryn zniesiono 1 stycznia 1972, a jej obszar włączono do gromad Jeleniewo (wsie Białorogi, Jasionowo, Osinki, Rychtyn, Szwajcaria i Żubryn), Kaletnik (wsie Bilwinowo, Głęboki Rów i Węgielnia) i Szypliszki (PGR Czerwonka).